# Steirastoma zischkai
Steirastoma zischkai là một loài bọ cánh cứng trong họ Cerambycidae.